# Энгельбрехт, Ким
Ким Энгельбрехт (англ. Kim Engelbrecht; род. 20 июня 1980, Кейптаун) — южноафриканская актриса.

## Биография
Ким Сюзанна Энгельбрехт родилась 20 июня 1980 года в Кейптауне. Училась в начальной школе «Valhalla», средних школах «Elsie`s River» и «Belhar Senior».
В 1994 году сыграла дебютную роль в итальянском фильме «Сарасара», за которую была номинирована на премию «Golden Globes Italy» в категории «Лучшая актриса».
С 2014 по 2015 год снималась в сериале «Доминион».
С 2017 по 2018 год играла в сериале «Флэш».

## Фильмография
| Год       |    | Русское название        | Оригинальное название                   | Роль                  |
| --------- | -- | ----------------------- | --------------------------------------- | --------------------- |
| 1994      | ф  | Сарасара                | Sarahsarà                               | Сара                  |
| 1998      | с  |                         | Isidingo                                | Лолли ван Онселен     |
| 2004      | ф  | Мальчик по имени Твист  | Boy Called Twist                        | Нэнси                 |
| 2005      | ф  |                         | The Flyer                               | Микки                 |
| 2006      | ф  |                         | Bunny Chow: Know Thyself                | Ким                   |
| 2012      | с  |                         | Rugby Motors                            | Леона                 |
| 2013      | в  | Смертельная гонка 3: Ад | Death Race 3: Inferno                   | Келли О’Доннелл       |
| 2013      | с  | Бешеные псы             | Mad Dogs                                | Грета                 |
| 2013      | с  |                         | Geraamtes in die Kas                    | Аиша Абрахамс         |
| 2014      | ф  | Конфетти                | Konfetti                                | Бьянка Бикман         |
| 2014      | с  | Спасатели 3             | SAF3                                    | Бекка Коннерс         |
| 2014—2015 | с  | Доминион                | Dominion                                | Нома Уолкер           |
| 2015      | ф  | Всевидящее око          | Eye in the Sky                          | Люси Гальвез          |
| 2017      | тф |                         | Tödliche Geheimnisse — Jagd in Kapstadt | Лейла                 |
| 2017—2018 | с  | Флэш                    | The Flash                               | Механик / Марлиз Дево |
| 2021      | с  | Пуленепробиваемый       | Bulletproof                             | Меган                 |